# Jupiteria wolffi
Jupiteria wolffi är en musselart som beskrevs av Dell 1956. Jupiteria wolffi ingår i släktet Jupiteria och familjen tandmusslor. Inga underarter finns listade i Catalogue of Life.